# Kivarinjärvi
Het Kivarinjärvi is een meer in de Finse regio Kainuu, dat dicht bij de plaats Puolanka ligt. Het meer is het begin van de Kiiminkijoki, die naar de Botnische Golf stroomt.